# A 75-a ediție a Premiilor Globul de Aur
A 75-a ediție a Premiilor Globul de Aur a avut loc la 7 ianuarie 2018 la Hotelul Beverly Hilton din Beverly Hills, California pe canalul NBC. S-au acordat premii pentru cele mai bune filme din 2017 și cele mai bune emisiuni americane de televiziune din 2017. Ceremonia a fost produsă de Dick Clark Productions împreună cu Hollywood Foreign Press Association.
Seth Meyers a fost gazda emisiunii pentru prima dată. Oprah Winfrey a primit Premiul Cecil B. DeMille pentru întreaga carieră la 13 decembrie 2017. Nominalizările au fost anunțate la 11 decembrie 2017 de către Sharon Stone, Alfre Woodard, Kristen Bell și Garrett Hedlund.
Three Billboards Outside Ebbing, Missouri a câștigat cele mai multe premii, inclusiv Premiul Globul de Aur pentru cel mai bun film dramatic. The Shape of Water și Lady Bird a câștigat fiecare câte două premii. Big Little Lies, The Handmaid's Tale și The Marvelous Mrs. Maisel au fost emisiunile de televiziune care au primit cele mai multe premii.

## Câștigători și nominalizări

### Cinema
| Cel mai bun film | Cel mai bun film |
| Dramă | Muzical sau Comedie |
| --- | --- |
| - Trei panouri publicitare lângă Ebbing, Missouri - Spune-mi cum vrei - Dunkirk - The Post - The Shape of Water | - Lady Bird - The Disaster Artist - Get Out - The Greatest Showman - I, Tonya |
| Cea mai bună interpretare (dramă) | |
| Actor | Actriță |
| - Gary Oldman – Darkest Hour ca Winston Churchill - Timothée Chalamet – Call Me by Your Name ca Elio Perlman - Daniel Day-Lewis – Firul fantomă ca Reynolds Woodcock - Tom Hanks – The Post ca Ben Bradlee - Denzel Washington – Roman J. Israel, Esq. ca Roman J. Israel                                 | - Frances McDormand – Trei panouri publicitare lângă Ebbing, Missouri ca Mildred Hayes - Jessica Chastain – Molly's Game ca Molly Bloom - Sally Hawkins – The Shape of Water ca Elisa Esposito - Meryl Streep – The Post ca Kay Graham - Michelle Williams – All the Money in the World ca Gail Harris                                        |
| Cea mai bună interpretare (muzical/comedie) | |
| Actor | Actriță |
| - James Franco – The Disaster Artist ca Tommy Wiseau - Steve Carell – Battle of the Sexes ca Bobby Riggs - Ansel Elgort – Baby Driver ca Baby / Miles - Hugh Jackman – The Greatest Showman ca P. T. Barnum - Daniel Kaluuya – Get Out ca Chris Washington                                                | - Saoirse Ronan – Lady Bird ca Christine "Lady Bird" McPherson - Judi Dench – Victoria & Abdul ca Queen Victoria - Helen Mirren – The Leisure Seeker ca Ella Spencer - Margot Robbie – I, Tonya ca Tonya Harding - Emma Stone – Battle of the Sexes ca Billie Jean King                                                                       |
| Cea mai bună interpretare în rol secundar | |
| Actor în rol secundar | Actriță în rol secundar |
| - Sam Rockwell – Three Billboards Outside Ebbing, Missouri ca Officer Jason Dixon - Willem Dafoe – The Florida Project ca Bobby Hicks - Armie Hammer – Call Me by Your Name ca Oliver - Richard Jenkins – The Shape of Water ca Giles - Christopher Plummer – All the Money in the World ca J. Paul Getty | - Allison Janney – I, Tonya ca LaVona Golden - Mary J. Blige – Mudbound ca Florence Jackson - Hong Chau – Downsizing ca Ngoc Lan Tran - Laurie Metcalf – Lady Bird ca Marion McPherson - Octavia Spencer – The Shape of Water ca Zelda Fuller                                                                                                 |
| Altele | |
| Cel mai bun regizor | Cel mai bun scenariu |
| - Guillermo del Toro – The Shape of Water - Martin McDonagh – Three Billboards Outside Ebbing, Missouri - Christopher Nolan – Dunkirk - Ridley Scott – All the Money in the World - Steven Spielberg – The Post                                                                                           | - Martin McDonagh – Three Billboards Outside Ebbing, Missouri - Guillermo del Toro & Vanessa Taylor – The Shape of Water - Greta Gerwig – Lady Bird - Liz Hannah & Josh Singer – The Post - Aaron Sorkin – Molly's Game |
| Cea mai bună coloană sonoră | Cea mai bună melodie originală |
| - Alexandre Desplat – The Shape of Water - Carter Burwell – Trei panouri publicitare lângă Ebbing, Missouri - Jonny Greenwood – Firul fantomă - John Williams – The Post - Hans Zimmer – Dunkirk | - "This Is Me" (Benj Pasek and Justin Paul) – The Greatest Showman - "Home" (Nick Jonas, Justin Tranter, and Nick Monson) – Ferdinand - "Mighty River" (Raphael Saadiq, Mary J. Blige, and Taura Stinson) – Mudbound - "Remember Me" (Kristen Anderson-Lopez and Robert Lopez) – Coco - "The Star" (Mariah Carey and Marc Shaiman) – The Star |
| Cel mai bun film de animație | Cel mai bun film străin |
| - Coco - The Boss Baby - The Breadwinner - Ferdinand - Loving Vincent | - In the Fade (Germania/Franța) - A Fantastic Woman (Chile) - First They Killed My Father (Cambodgia) - Loveless (Rusia) - The Square (Suedia/Germania/Franța) |

### Filme cu mai multe nominalizări
| Nominalizări | Filme                                     | Ref.                        |
| ------------ | ----------------------------------------- | --------------------------- |
| 7            | The Shape of Water                        | [ 11 ] [ 12 ]               |
| 6            | The Post                                  | [ 13 ] [ 14 ]               |
| 6            | Three Billboards Outside Ebbing, Missouri | [ 15 ] [ 16 ] [ 17 ]        |
| 4            | Lady Bird                                 | [ 18 ] [ 19 ] [ 20 ]        |
| 3            | All the Money in the World                | [ 21 ] [ 22 ] [ 23 ] [ 24 ] |
| 3            | Call Me by Your Name                      | [ 25 ] [ 26 ] [ 27 ]        |
| 3            | Dunkirk                                   | [ 28 ]                      |
| 3            | The Greatest Showman                      | [ 29 ]                      |
| 3            | I, Tonya                                  | [ 30 ] [ 31 ] [ 32 ]        |
| 2            | Battle of the Sexes                       | [ 33 ] [ 34 ]               |
| 2            | Coco                                      | [ 33 ] [ 34 ]               |
| 2            | The Disaster Artist                       | [ 33 ] [ 34 ]               |
| 2            | Ferdinand                                 | [ 33 ] [ 34 ]               |
| 2            | Get Out                                   | [ 33 ] [ 34 ]               |
| 2            | Molly's Game                              | [ 33 ] [ 34 ]               |
| 2            | Mudbound                                  | [ 33 ] [ 34 ]               |
| 2            | Firul fantomă                             | [ 33 ] [ 34 ]               |

### Filme care au câștigat mai multe premii
| Premii | Filme                                     | Ref.          |
| ------ | ----------------------------------------- | ------------- |
| 4      | Three Billboards Outside Ebbing, Missouri | [ 35 ]        |
| 2      | The Shape of Water                        | [ 36 ] [ 37 ] |
| 2      | Lady Bird                                 | [ 38 ]        |

### Televiziune
| Cel mai bun serial TV | Cel mai bun serial TV |
| Dramă | Muzical/comedie |
| --- | --- |
| - The Handmaid's Tale - The Crown - Game of Thrones - Stranger Things - This Is Us | - The Marvelous Mrs. Maisel - Black-ish - Master of None - SMILF - Will & Grace |
| Cea mai bună interpretare într-un serial TV – Dramă | |
| Actor | Actriță |
| - Sterling K. Brown – This Is Us ca Randall Pearson - Jason Bateman – Ozark ca Martin "Marty" Byrde - Freddie Highmore – The Good Doctor ca Dr. Shaun Murphy - Bob Odenkirk – Better Call Saul ca Jimmy McGill - Liev Schreiber – Ray Donovan ca Ray Donovan             | - Elisabeth Moss – The Handmaid's Tale ca June Osborne/Offred - Caitriona Balfe – Străina ca Claire Fraser - Claire Foy – The Crown ca Regina Elisabeta a II-a - Maggie Gyllenhaal – The Deuce ca Eileen "Candy" Merrell - Katherine Langford – 13 Reasons Why ca Hannah Baker     |
| Cea mai bună interpretare într-un serial TV – Comedie/muzical | |
| Actor | Actriță |
| - Aziz Ansari – Master of None ca Dev Shah - Anthony Anderson – Black-ish ca Andre "Dre" Johnson Sr. - Kevin Bacon – I Love Dick ca Dick - William H. Macy – Shameless ca Frank Gallagher - Eric McCormack – Will & Grace ca Will Truman                                 | - Rachel Brosnahan – The Marvelous Mrs. Maisel ca Miriam "Midge" Maisel - Pamela Adlon – Better Things ca Sam Fox - Alison Brie – GLOW ca Ruth "Zoya the Destroya" Wilder - Issa Rae – Insecure ca Issa Dee - Frankie Shaw – SMILF ca Bridgette Bird                               |
| Cea mai bună interpretare într-o miniserie sau film de televiziune | |
| Actor | Actriță |
| - Ewan McGregor – Fargo ca Emmit and Raymond "Ray" Stussy - Robert De Niro – The Wizard of Lies ca Bernie Madoff - Jude Law – The Young Pope ca Pope Pius XIII - Kyle MacLachlan – Twin Peaks ca Dale Cooper - Geoffrey Rush – Genius ca elder Albert Einstein           | - Nicole Kidman – Big Little Lies ca Celeste Wright - Jessica Biel – The Sinner ca Cora Tannetti - Jessica Lange – Feud: Bette and Joan ca Joan Crawford - Susan Sarandon – Feud: Bette and Joan ca Bette Davis - Reese Witherspoon – Big Little Lies ca Madeline Martha Mackenzie |
| Cea mai bună interpretare în rol secundar într-o miniserie sau film de televiziune | |
| Actor în rol secundar | Actriță în rol secundar |
| - Alexander Skarsgård – Big Little Lies ca Perry Wright - David Harbour – Stranger Things ca Chief Jim Hopper - Alfred Molina – Feud: Bette and Joan ca Robert Aldrich - Christian Slater – Mr. Robot ca Mr. Robot/Edward Alderson - David Thewlis – Fargo ca V.M. Varga | - Laura Dern – Big Little Lies ca Renata Klein - Ann Dowd – The Handmaid's Tale ca Aunt Lydia - Chrissy Metz – This Is Us ca Kate Pearson - Michelle Pfeiffer – The Wizard of Lies ca Ruth Madoff - Shailene Woodley – Big Little Lies ca Jane Chapman                             |
| Cea mai bună miniserie sau film TV | |
| - Big Little Lies - Fargo - Feud: Bette and Joan - The Sinner - Top of the Lake: China Girl | |

### Seriale TV cu mai multe nominalizări
| Nominalizări | Program TV                | Ref.   |
| ------------ | ------------------------- | ------ |
| 6            | Big Little Lies           | [ 40 ] |
| 4            | Feud: Bette and Joan      | [ 41 ] |
| 3            | Fargo                     | [ 41 ] |
| 3            | The Handmaid's Tale       | [ 41 ] |
| 3            | This Is Us                | [ 41 ] |
| 2            | Black-ish                 | [ 41 ] |
| 2            | The Crown                 | [ 41 ] |
| 2            | The Marvelous Mrs. Maisel | [ 41 ] |
| 2            | Master of None            | [ 41 ] |
| 2            | The Sinner                | [ 41 ] |
| 2            | SMILF                     | [ 41 ] |
| 2            | Stranger Things           | [ 41 ] |
| 2            | Will & Grace              | [ 41 ] |
| 2            | The Wizard of Lies        | [ 41 ] |

### Seriale TV cu mai multe premii
| Premii | Program TV                | Ref.          |
| ------ | ------------------------- | ------------- |
| 4      | Big Little Lies           | [ 42 ] [ 43 ] |
| 2      | The Handmaid's Tale       | [ 44 ]        |
| 2      | The Marvelous Mrs. Maisel | [ 45 ] [ 46 ] |

## Ceremonie
Înainte de eveniment un premiu  "Best Podcast" a fost anunțat. Acest eveniment a fost transmis  live pe YouTube. Ca support al momentelor #metoo și Time's Up, aproape întreaga audiență a purtat negru. Multe dintre discursurile de mulțumire au menționat în mod special aceste cauze, inclusiv discursul realizatoarei Oprah Winfrey.

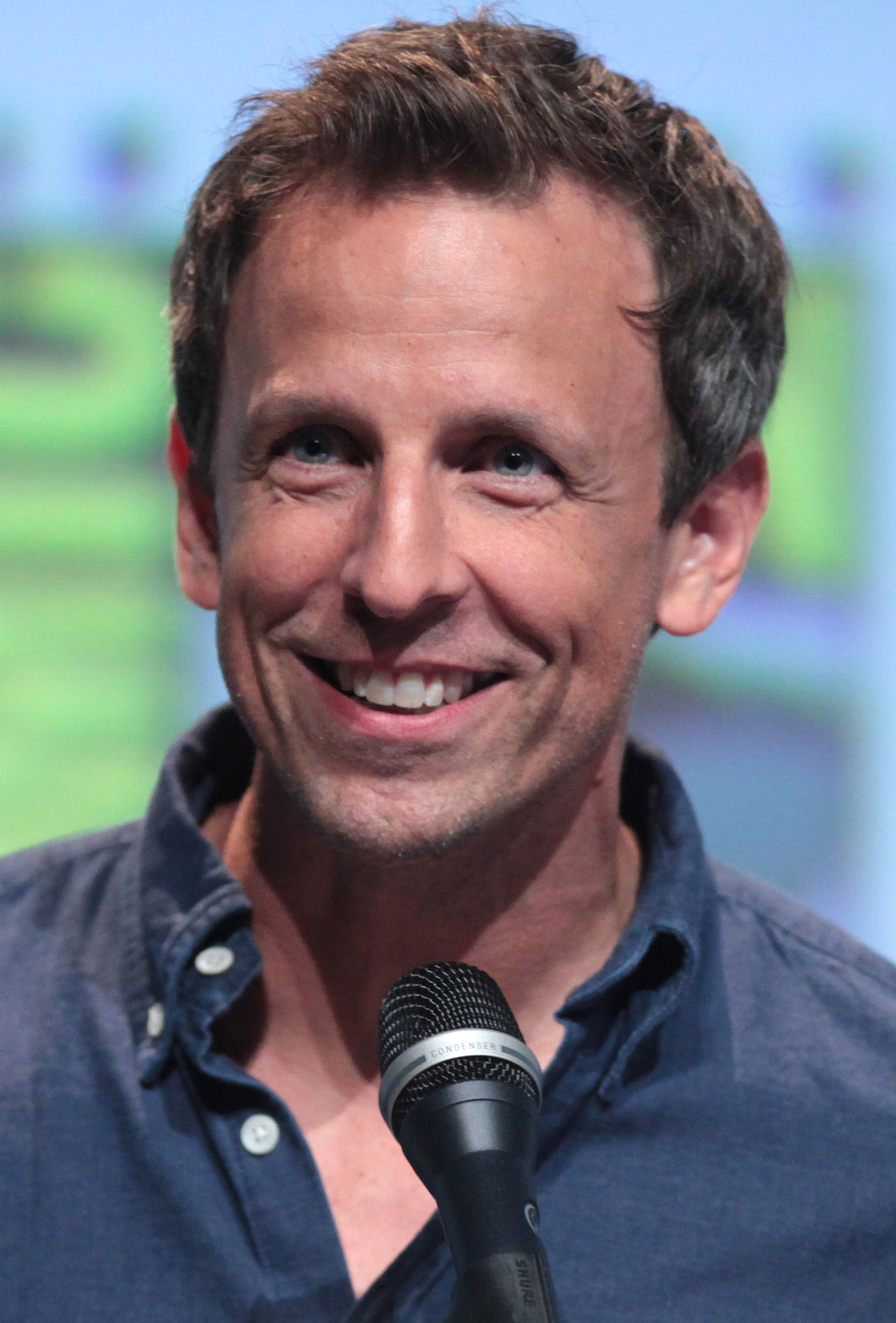
Seth Meyers, gazda Premiilor Globul de Aur

## Prezentatori
- Gal Gadot[49] și Dwayne Johnson - Best Actress – Miniseries or Television Film
- Viola Davis și Helen Mirren[50] - Best Supporting Actor – Motion Picture
- Zac Efron[51] a prezentat The Greatest Showman
- Jennifer Aniston[52] și Carol Burnett[53][54] - Best Actress – Television Series Musical or Comedy and Best Actress – Television Series Drama
- Sarah Paulson[55] a prezentat The Post
- Garrett Hedlund[55] și Kerry Washington[56] - Best Actor – Television Series Drama
- Roseanne Barr[50] și John Goodman[50] - Best Television Series – Drama
- Seth Rogen[56] a prezentat The Disaster Artist
- Christina Hendricks[57][58] și Neil Patrick Harris[54] - Best Supporting Actor – Series, Miniseries or Television Film
- Mariah Carey[59] și Common[59] - Best Original Score
- Kelly Clarkson[60] și Keith Urban[59] - Best Original Song
- Octavia Spencer introduced The Shape of Water
- Shirley MacLaine[56] și Emma Stone[50] - Best Actor – Motion Picture Musical or Comedy
- Sharon Stone[61][62] și J. K. Simmons[56] - Best Supporting Actress – Series, Miniseries or Television Film
- Sebastian Stan și  Allison Janney[63] a prezentat I, Tonya[64]
- Amy Poehler[65] și  Andy Samberg - Best Animated Feature Film
- Kate Hudson[51] și Aaron Taylor-Johnson - Best Supporting Actress – Motion Picture
- Catherine Zeta-Jones[56] și Kirk Douglas - Best Screenplay
- Sarah Jessica Parker[56] - Best Foreign Language Film
- Hugh Grant[66][67][68] a prezentat Dunkirk
- Darren Criss,[54] Penélope Cruz,[69][70] Ricky Martin,[56] și Édgar Ramírez[56] - Best Actor – Miniseries or Television Film
- Halle Berry[49][53] a prezentat Get Out
- Emilia Clarke[50] și Kit Harington[50] with Best Television Series – Musical or Comedy and Best Actor – Television Series Musical or Comedy
- Reese Witherspoon -  Cecil B. DeMille Lifetime Achievement Award
- Natalie Portman și Ron Howard[55] -  Cel mai bun regizor
- Greta Gerwig[71][72] a prezentat Lady Bird
- Emma Watson[73][74] și Robert Pattinson[51] -  Best Miniseries or Television Film
- Jessica Chastain[55] și Chris Hemsworth[75][76] - Best Actress – Motion Picture Comedy or Musical
- Dakota Johnson a prezentat Call Me by Your Name
- Salma Hayek a prezentat  Three Billboards Outside Ebbing, Missouri
- Alicia Vikander[77][78] și Michael Keaton - Best Motion Picture – Musical or Comedy
- Geena Davis[55] și Susan Sarandon[55] - Best Actor – Motion Picture Drama
- Isabelle Huppert[56] și Angelina Jolie[52] - Best Actress in a Motion Picture – Drama
- Barbra Streisand - Best Motion Picture – Drama

## In Memoriam
În timpul ceremoniei, nu a fost difuzată nicio secțiune "In Memoriam", astfel încât HFPA a inclus o prezentare pe site-ul lor, și au inclus următoarele nume:
- Jerry Lewis[82]
- Glen Campbell[83]
- Jeanne Moreau[84]
- Martin Landau[85]
- John G. Avildsen[86]
- Roger Moore[87]
- Jonathan Demme[88]
- Christine Kaufmann[89]
- Richard Hatch[90]
- John Hurt[91]
- Mike Connors[92]
- Mary Tyler Moore[93]
- Michèle Morgan[94]
- William Peter Blatty[95]